# Sheridan (Illinois)
Sheridan es una villa ubicada en el condado de LaSalle en el estado estadounidense de Illinois. En el Censo de 2010 tenía una población de 2137 habitantes y una densidad poblacional de 406,25 personas por km².

## Geografía
Sheridan se encuentra ubicada en las coordenadas 41°31′42″N 88°40′46″O / 41.52833, -88.67944. Según la Oficina del Censo de los Estados Unidos, Sheridan tiene una superficie total de 5.26 km², de la cual 5.16 km² corresponden a tierra firme y (1.82%) 0.1 km² es agua.

## Demografía
Según el censo de 2010, había 2137 personas residiendo en Sheridan. La densidad de población era de 406,25 hab./km². De los 2137 habitantes, Sheridan estaba compuesto por el 53.72% blancos, el 42.68% eran afroamericanos, el 0.19% eran amerindios, el 0.14% eran asiáticos, el 0.05% eran isleños del Pacífico, el 2.34% eran de otras razas y el 0.89% pertenecían a dos o más razas. Del total de la población el 7.63% eran hispanos o latinos de cualquier raza.